# Dyron Nix
Dyron Patrick Nix (Meridian, Misisipi, 11 de febrero de 1967 – Atlanta, Georgia, 15 de diciembre de 2013) fue un jugador profesional de baloncesto estadounidense.
Con 2,01 metros de altura, ocupaba la posición de pívot. Fue elegido en la 2ª ronda del Draft de 1989 en la posición n.º 29 por Charlotte Hornets, y tras disputar 20 partidos de la temporada 1989/90 en las filas de los Indiana Pacers de la NBA dio el salto a Europa, donde desarrollaría la mayor parte de su carrera profesional formando parte de clubes de distintas ligas de élite.

## Trayectoria deportiva
- Indiana Pacers (1989-1990)
- ALM Évreux Basket (1990-1991)
- Grand Rapids Hoops (1991)
- Mayoral Málaga (1991-1992)
- Maccabi Tel Aviv (1992)
- Omaha Racers (1992-1993)
- Club Baloncesto Valladolid (1993)
- Rochester Renegade (1993-1994)
- Club Joventut de Badalona (1994)
- Club Baloncesto Peñas Huesca (1994-1995)
- Bàsquet Club Andorra (1996)
- Club Baloncesto Valladolid (1996-1997)
- Iraklis BC (1997-1998)
- Cáceres C.B. (1998-1999)
- Cantabria Lobos (1999-2000)